# Johannes Falke
Johannes Falke (Ratzeburg, 1823. április 20. – Drezda, 1876. március 2.) német történész, levéltáros és közgazdász. Számos, esetenként többkötetes történeti művet is megjelentetett.